# Ostkustens marinbas
Ostkustens marinbas (Marinb O) var en marinbas inom svenska marinen som verkade i olika former åren 1928–2004. Förbandsledningen var förlagd i Haninge garnison i Haninge.

## Historik
Ostkustens marinbas bildades som ett krigsförband den 1 januari 1928, med namnet Ostkustens marindistrikt. Bakgrunden var avsaknaden av klara befälsförhållanden samt en enhetlig ledning för de svenska kustområdena i krig eller vid krigsfara. Genom försvarsbeslutet 1925 kom territorialvattnet längs den svenska kusten att delas in i marindistrikt, där Ostkustens marindistrikt var ett av sex marindistrikt. Marindistriktet omfattade territorialvattnet, det marina försvarsområdet samt den del som utgjorde landterritorium. Genom försvarsbeslutet 1936 beslutades att de samtliga marindistrikten skulle fredsorganiseras från den 1 juli 1937. Med den nya organisationen kom marindistriktet omfatta stab, personalavdelning, intendenturförvaltning, sjukvårdsförvaltning, kameralkontor, fartygsdepå samt en örlogsdepå.
Den 1 oktober 1957 omorganiserades Ostkustens marindistrikt till Marinkommando Ost, samtidigt blev kustartilleriförsvarscheferna tillika försvarsområdesbefälhavare. Den 1 oktober 1966 infördes en ny regional ledning inom det svenska försvaret, där de marina bevakningsområdena underställdes en militärbefälhavare. Därmed med kom bland annat marinkommandona att avvecklas, där örlogsdepån vid respektive marinkommando bildade en örlogsbas. Marinkommando Ost kom därmed få ändrade lydnadsförhållanden från att tidigare varit direkt underställd chefen för marinen till att bli underställd chefen för Östra militärområdet.
Den 1 juli 1990 genomfördes en större reform inom Marinen, då örlogsbaser sammanslogs med kustartilleriet och bildade marinkommandon. Den nya organisationen på ostkusten innebar att Stockholms kustartilleriförsvar (SK) och Ostkustens örlogsbas (ÖrlB O) bildade Ostkustens marinkommando (MKO).
Inför försvarsbeslutet 2000 föreslog regeringen i sin propositionen för riksdagen, att den taktiska nivån bör reduceras genom att fördelnings- och försvarsområdesstaber samt marinkommandon och flygkommandon skulle avvecklas. Detta för att utforma ett armétaktiskt, marintaktiskt respektive flygtaktiskt kommando vilka skulle samlokaliseras med operationsledningen. Förslaget som antogs av riksdagen innebar att samtliga fördelnings- och försvarsområdesstaber samt marinkommandon och flygkommandon upplöstes och avvecklades. Den 30 juni 2000 upplöstes och avvecklades Ostkustens marinkommando. Från den 1 juli 2000 övergick basverksamheten till Ostkustens marinbas, medan den territoriella och taktisk verksamhet överfördes till Operativa insatsledningen. Den del vid Ostkustens marinkommando som inte överfördes till det nya förbandet övergick till en avvecklingsorganisation. Avvecklingen skulle vara slutförd senast den 31 december 2001. Avvecklingsorganisationen upplöstes i sin tur den 30 september 2000, då avvecklingen av kommandot ansågs slutförd.
Inför försvarsbeslutet 2004 föreslog regeringen i sin propositionen för riksdagen, att organisationsstrukturen från det förra försvarsbeslutet med två likvärdiga marinbaser inte längre är lämplig. Bakgrund låg i sjöstridsförbandens uppgifter och dess förändringarna i insatsorganisationen som föreslogs i försvarsbeslutet 2004. Istället hade Försvarsmakten föreslagit för regeringen att det endast behövdes en marinbas, innefattande en huvudbas och en sidobas. Dock ansåg regeringen att en sådan konstruktion skulle kunna leda till oklarheter och en mindre rationell verksamhet. Istället föreslog regeringen att en marinbas skulle kvarstå, vilken skulle svara för att den geografiska viljeinriktningen kunden uppfyllas. Dock skulle det finnas inom ramen att möjliggöra basering på två ytterligare orter. Organisationen vid marinbasen skulle bland annat bestå av varvsresurser för tungt fartygsunderhåll samt att verksamhetsställen borde innehålla dimensionerande infrastruktur i form av kajer och förtöjningsanordningar.
Den 31 december 2004 avvecklades Ostkustens marinbas, från och med 1 januari 2005 övergick verksamheten till en avvecklingsorganisation fram till dess att avvecklingen skulle vara slutförd senast den 30 juni 2006. Från den 1 januari 2005 kvarstod endast en marinbasen i Karlskrona, där den geografiska spridningen bland annat bestod av sjöinformationskompanier.

## Verksamhet
Ostkustens marinbas geografiska ansvarsområde var kuststräckan Haparanda via Gotland till Västervik. Uppgifter för Ostkustens marinbas var bland annat sjöövervaka tilldelat område, stödja de marina förbanden med teknisk tjänst, vidmakthålla den marina infrastrukturen inom tilldelat område, stödjer hänvisade förband. Med dess närheten till de marina övningsområdena i norra Östersjön, hade Ostkustens marinbas en betydelsefull roll i stödet till de marina förbanden i regionen.

## Ingående enheter
Inför att Ostkustens marinbas bestod förbandet av en marinbaschef med stab, stabskompani, basbataljon, sjöstridsbataljon med ingående sjöstridskompanier på Muskö, i Visby och Härnösand, teknikkontor fartyg, militär serviceenhet, hälso- och sjukvårdsenhet. Med en personalram på cirka 140 yrkesofficerare (samt cirka 580 reservofficerare) och cirka 430 civilanställda.

### 11.helikopterdivisionen
11. helikopterdivisionen (11. hkpdiv) även känd som Yngve Röd var en helikopterdivision inom svenska marinen som verkade i olika former åren 1957–1997. Åren 1957–1990 ingick helikopterdivision i Ostkustens örlogsbas.

### Muskö örlogsvarv
Muskö örlogsvarv (ÖVM) är ett örlogsvarv på Muskö som verkat i olika former sedan 1969. Varvet är lokaliserat till Musköanläggningen och har bland annat tre verkstadstunnlar, samt tre dockor. Efter att Ostkustens marinbas avvecklades övergick verksamheten till Marinbasen i Karlskrona.

### Stockholms örlogsvarv
Stockholms örlogsvarv (ÖVS) var ett örlogsvarv i Stockholm som verkade i olika former åren 1523–1966. Varvet bildades 1523 under namnet Skeppsgården i Stockholm, och låg då vid Logården vid Stockholms slott. År 1564 flyttades varvet till Blasieholmen (då benämnd Käpplingen). Drygt hundra år senare, 1640, flyttades varvet till Skeppsholmen. År 1715 namnändrades varvet till Stockholms örlogsvarv. År 1966 lades varvet ned och verksamheten flyttades över till Muskö örlogsvarv på Muskö, i Stockholms södra skärgård.

### Östra marinkommandounderhållsbataljonen
Östra marinkommandounderhållsbataljonen (MKuhbatO) bildades den 30 juni 1994 genom att tekniska förvaltningen sammanslogs med intendenturförvaltningen. Bataljonen upplöstes och avvecklades den 30 juni 2000.

## Förläggningar och övningsplatser
I regeringens propositionen 1987/88:142 beslutades att Kustbevakningens regionledning ost senast 1993 skulle lokaliseras till Muskö alternativt till Tullinge flygplats. Den 9 februari 1990 redovisade Överbefälhavaren och kustbevakningen ytterligare verksamheter som skulle kunna lokaliseras till Tullinge. I regeringens proposition 1990/91:102 föreslogs det att följande verksamhet skulle förläggas till Tullinge.
- Chef och ställföreträdare samt delar ur staben vid det Ostkustens marinkommando skulle verka från Tullinge före den 1 oktober 1991.
- Huvuddelen av Ostkustens marinkommandostab, kustbevakningens östra regionledning och 11. helikopterdivision skulle vara lokaliserade dit senast den 1 juli 1993.

Inför budgetåret 1990/91 hade regeringen avsatt 23,1 miljoner kronor byggproduktionen inom Tullinge, samt 1,6 miljoner för flytten av Östra värnpliktskontoret och Värnpliktskontoret för marinen till Tullinge. Den 1 juli 1992 överlämnade Chefen för Flygvapnet förvaltningsansvaret för Tullinge-etablissementet till Chefen för Marinen. Någon omlokalisering till Tullinge blev dock aldrig verklig. Detta då beslutet revs upp i samband med den nytillträdda Regeringen Carl Bildt, hade blivit tvungna att anpassa sin proposition till försvarsbeslutet 1992. Detta då regeringen sökte stöd hos Ny demokrati framför Socialdemokraterna, som under sin regeringsperiod redan förberett en proposition.

### Stockholms örlogsstation
Stockholms örlogsstation (ÖSS) var en örlogsstation som verkade i olika former åren 1523–1959. Fram till 1676 flyttades huvuddelen av flottan enheter till Karlskrona som samtidigt blev ny huvudbas. År 1824 benämndes stationen för Stockholms station, och 1937 namnändrades stationen till Stockholms örlogsstation. År 1955 stängdes örlogsstation och verksamheten överfördes till Hårsfjärden.

### Hårsfjärdens örlogsstation
Hårsfjärdens örlogsstation (ÖH) var en örlogsstation som verkade i olika former åren 1940–1969. Örlogsstation har dock sitt ursprung från 1880-talet då flottan hade övningar till Stockholms södra skärgård. Från 1904 kom Hårsfjärden att användas som bas för flottans skjutskolor. I mitten av 1910-talet förlades flottans flygskola till Gålöbasen. Och efter första världskriget kom basen att användas som framskjuten underhållsdepå för delar av flottan. År 1940 byggdes basen ut till Hårfjärdens örlogsstation och kom att omfatta ett flertal anläggningar på Berga, Märsgarn, Vitså och Gålö. År 1969 stängdes örlogsstationen och verksamheten överfördes till Muskö örlogshamn. Dock kom anläggningarna i den före detta örlogsstationen kvarstå som bas för andra delar av flottan.

### Muskö örlogsbas
Muskö örlogsbas är en örlogsbas som verkat i olika former sedan 1969. Anläggningen ligger på ön Muskö i Haninge kommun, och stod klar 1969, efter 19 års byggtid, som strategisk bas. Anläggningen är till största delen insprängd i urberget på Muskö, och är lika stor som Stockholmsstadsdelen Gamla stan. Bergsanläggningen rymmer ett flertal underjordiska dockor samt verkstäder, kontor, sjukhus, reningsverk. Utanför berget finns kanslihus, kaserner och diverse personalstödslokaler.

## Heraldik och traditioner

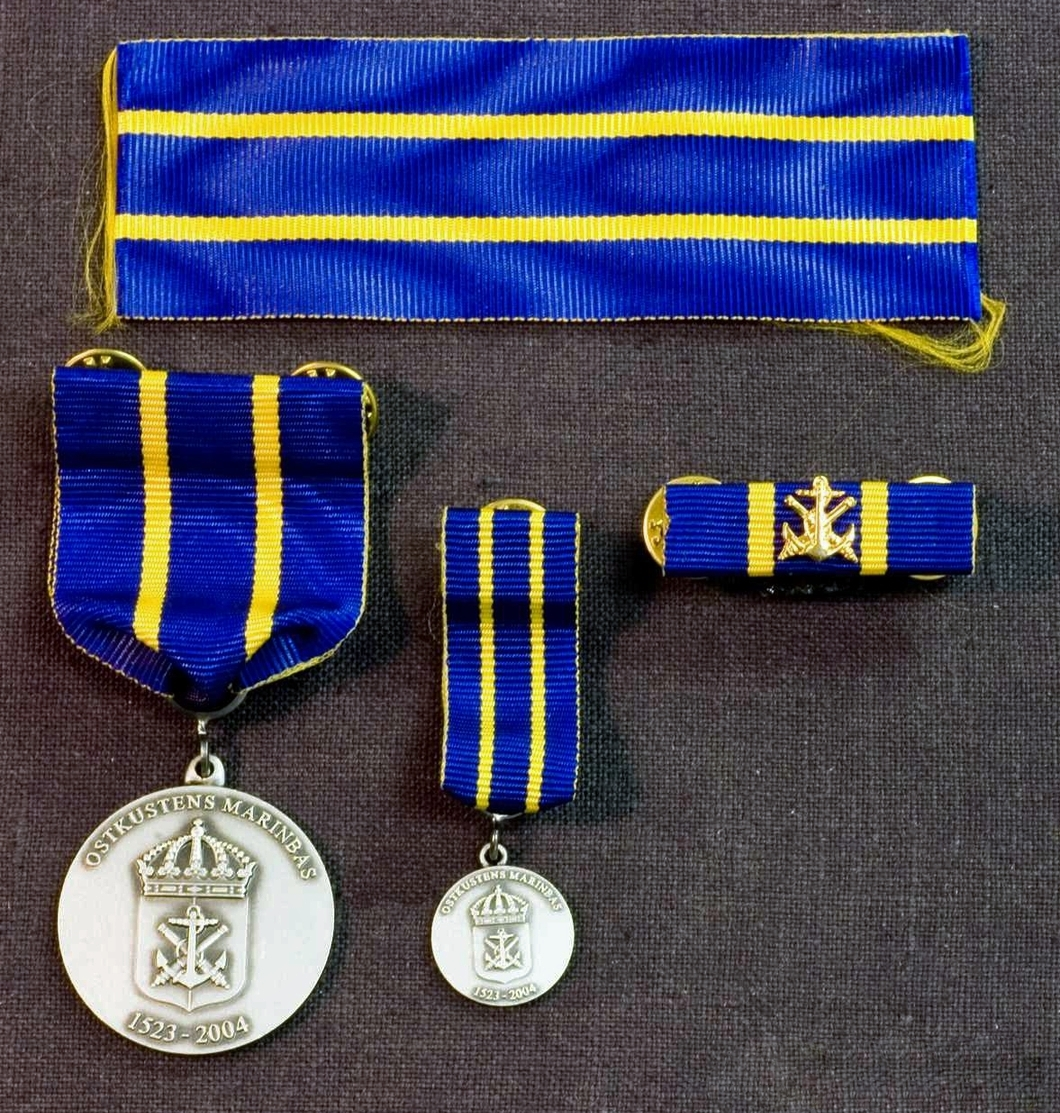
Minnesmedalj – MarinBOMSM

Ostkustens marinkommando antog den 30 juni 1994 "Amiral Wilhelm Dyrssen" (Dahlström) som förbandsmarsch, vilken fastställdes den 13 juni 1996. Den 27 november 2002 fastställdes marschen även för Ostkustens marinbas. År 2005 instiftades Ostkustens marinbas minnesmedalj i silver (MarinBOMSM).

## Förbandschefer
- 1933–1936: Viceamiral Charles de Champs
- 1936–1942: Konteramiral Claës Lindsström
- 1942–1945: Konteramiral Hans Simonsson
- 1945–1951: Konteramiral Yngve Ekstrand
- 1951–1957: Konteramiral Erik Anderberg
- 1957–1966: Konteramiral Erik af Klint
- 1966–1971: Konteramiral Einar Blidberg
- 1971–1977: Kommendör av 1. graden Lars H:son Lundberg
- 1977–1983: Konteramiral Christer Kierkegaard
- 1983–1986: Kommendör av 1. graden Bengt O'Konor
- 1986–1988: Kommendör av 1. graden Hans Tynnerström
- 1988–1993: Kommendör av 1. graden Gunnar-Bo Ericson
- 1993–1996: Kommendör av 1. graden Gunnar Bengtsson
- 1996–2000: Kommendör av 1. graden Ulf Edman
- 2000–2001: Överste Björn Nordbeck
- 2001–2003: Kommendör av 1. graden Rolf Brehmer
- 2003–2004: Kommendör Claes-Göran Hagström

## Namn, beteckning och förläggningsort
| Ostkustens marindistrikt | 1928-01-01 | – | 1957-09-30 |
| Marinkommando Ost        | 1957-10-01 | – | 1966-09-30 |
| Ostkustens örlogsbas     | 1966-10-01 | – | 1990-06-30 |
| Ostkustens marinkommando | 1990-07-01 | – | 2000-06-30 |
| Ostkustens marinbas      | 2000-07-01 | – | 2004-12-31 |
| Avvecklingsorganisation  | 2005-01-01 | – | 2006-06-30 |

| MDO      | 1928-01-01 | – | 1957-09-30 |
| MKO      | 1957-10-01 | – | 1966-09-30 |
| ÖrlB O   | 1966-10-01 | – | 1990-06-30 |
| MKO      | 1990-07-01 | – | 2000-06-30 |
| MarinB O | 2000-07-01 | – | 2004-12-31 |

| Stockholms garnison/Skeppsholmen (F) | 1928-01-01 | – | 1940-??-?? |
| Haninge garnison/Hårsfjärden (F)     | 1940-??-?? | – | 1969-??-?? |
| Haninge garnison/Muskö (F)           | 1969-??-?? | – | 2006-06-30 |